# 開城大佛
開城大佛：位於朝鮮民主主義人民共和國的開城工業地區之天三巨里的元石洞天馬山的東北部青梁峰之南坡上的一尊大型石雕釋迦牟尼之站立像。
它是朝鮮半島第一尊被發現的半身完全離開岩面的高麗時代的佛像，高5公呎，胸寬1.47公呎，胸圍5公呎，佛像身後的靈光：中間部分稍為凹落；邊緣部分則凸起，上面浮雕著放射線般的光環，佛像上半身同靈光相隔0.7公呎，並完全與岩壁分開，下半身則浮刻在山岩上面。